# Finale del Grand Prix ISU juniores di pattinaggio di figura
La finale del Grand Prix ISU juniores di pattinaggio di figura è il culmine di una serie di competizioni a livello juniores - l'ISU Junior Grand Prix, organizzato dalla International Skating Union. Originariamente si svolgeva in primavera, all'inizio della stagione 1999-2000 è stata spostata a dicembre. Dalla stagione 2008-2009 si tiene negli stessi luoghi e date della sua complementare senior, la finale del Grand Prix ISU di pattinaggio di figura. 
Le medaglie vengono assegnate nelle discipline del singolo maschile, singolo femminile, coppie e danza su ghiaccio. Inizialmente composta da sei gare, la serie è stata ampliata a otto l'anno successivo, ma a partire dal 2009-2010 è stata ridotta a sette.
I pattinatori guadagnano punti qualificanti ad ogni gara e alla fine della serie i sei atleti per ogni disciplina che hanno totalizzato più punti prendono parte alla finale (prima erano otto).
Nel 1998, al concorso inaugurale, Timothy Goebel ha atterrato il primo quadruplo salchow. Miki Andō ha atterrato lo stesso salto nel 2002, diventando la prima donna ad eseguire con successo un salto quadruplo in una gara.

## Albo d'oro

### Singolo maschile
| Anno      | Luogo                                                | Oro                                                  | Argento                                              | Bronzo                                               |
| 1997–98   | Losanna, Svizzera                                    | Timothy Goebel                                       | Ivan Dinev                                           | Matthew Savoie                                       |
| 1998–99   | Detroit, USA                                         | Vincent Restencourt                                  | Il'ja Klimkin                                        | Aleksej Vasilevskij                                  |
| 1999–2000 | Danzica, Polonia                                     | Gao Song                                             | Stefan Lindemann                                     | Fedor Andreev                                        |
| 2000–01   | Ayr, Regno Unito                                     | Ma Xiaodong                                          | Sergej Dobrin                                        | Stanislav Timčenko                                   |
| 2001–02   | Bled, Slovenia                                       | Stanislav Timčenko                                   | Ma Xiaodong                                          | Kevin van der Perren                                 |
| 2002–03   | L'Aia, Paesi Bassi                                   | Aleksandr Šubin                                      | Sergej Dobrin                                        | Parker Pennington                                    |
| 2003–04   | Malmö, Svezia                                        | Evan Lysacek                                         | Andrej Grjazev                                       | Christopher Mabee                                    |
| 2004–05   | Helsinki, Finlandia                                  | Dennis Phan                                          | Yasuharu Nanri                                       | Aleksandr Uspenskij                                  |
| 2005–06   | Ostrava, Repubblica Ceca                             | Takahiko Kozuka                                      | Austin Kanallakan                                    | Geoffry Varner                                       |
| 2006–07   | Sofia, Bulgaria                                      | Stephen Carriere                                     | Brandon Mroz                                         | Kevin Reynolds                                       |
| 2007–08   | Danzica, Polonia                                     | Adam Rippon                                          | Brandon Mroz                                         | Armin Mahbanoozadeh                                  |
| 2008–09   | Goyang, Corea del Sud                                | Florent Amodio                                       | Armin Mahbanoozadeh                                  | Richard Dornbush                                     |
| 2009–10   | Tokyo, Giappone                                      | Yuzuru Hanyū                                         | Song Nan                                             | Ross Miner                                           |
| 2010–11   | Pechino, Cina                                        | Richard Dornbush                                     | Yan Han                                              | Andrei Rogozine                                      |
| 2011–12   | Québec, Canada                                       | Jason Brown                                          | Yan Han                                              | Joshua Farris                                        |
| 2012–13   | Soči, Russia                                         | Maksim Kovtun                                        | Joshua Farris                                        | Ryuju Hino                                           |
| 2013–14   | Fukuoka, Giappone                                    | Jin Boyang                                           | Ad'jan Pitkeev                                       | Nathan Chen                                          |
| 2014-15   | Barcellona, Spagna                                   | Shōma Uno                                            | Sōta Yamamoto                                        | Aleksandr Petrov                                     |
| 2015-16   | Barcellona, Spagna                                   | Nathan Chen                                          | Dmitrij Aliev                                        | Sōta Yamamoto                                        |
| 2016-17   | Marsiglia, Francia                                   | Dmitrij Aliev                                        | Aleksandr Samarin                                    | Cha Jun-hwan                                         |
| 2017-18   | Nagoya, Giappone                                     | Alexei Krasnozhon                                    | Cadmen Pulkinen                                      | Mitsuki Sumoto                                       |
| 2018-19   | Vancouver, Canada                                    | Stephen Gogolev                                      | Pëtr Gumennik                                        | Koshiro Shimada                                      |
| 2019-20   | Torino, Italia                                       | Shun Satō                                            | Andrei Mozalev                                       | Daniil Samsonov                                      |
| 2020-21   | Evento cancellato a causa della pandemia di COVID-19 | Evento cancellato a causa della pandemia di COVID-19 | Evento cancellato a causa della pandemia di COVID-19 | Evento cancellato a causa della pandemia di COVID-19 |
| 2021-22   | Evento cancellato a causa della pandemia di COVID-19 | Evento cancellato a causa della pandemia di COVID-19 | Evento cancellato a causa della pandemia di COVID-19 | Evento cancellato a causa della pandemia di COVID-19 |
| 2022-23   | Torino, Italia                                       | Nikolaj Memola                                       | Lucas Broussard                                      | Nozomu Yoshioka                                      |
| 2023-24   | Pechino, Cina                                        | Rio Nakata                                           | Kim Hyun-gyeom                                       | Adam Hagara                                          |
| 2024-25   | Grenoble, Francia                                    | Jacob Sanchez                                        | Seo Min-kyu                                          | Rio Nakata                                           |

### Singolo femminile
| Anno      | Luogo                                                | Oro                                                  | Argento                                              | Bronzo                                               |
| 1997–98   | Losanna, Svizzera                                    | Julija Soldatova                                     | Amber Corwin                                         | Elena Pingachova                                     |
| 1998–99   | Detroit, USA                                         | Viktorija Volčkova                                   | Sarah Hughes                                         | Dar'ja Timošenko                                     |
| 1999–2000 | Danzica, Polonia                                     | Deanna Stellato                                      | Jennifer Kirk                                        | Svetlana Bukareva                                    |
| 2000–01   | Ayr, Regno Unito                                     | Ann Patrice McDonough                                | Kristina Oblasova                                    | Yukari Nakano                                        |
| 2001–02   | Bled, Slovenia                                       | Miki Andō                                            | Ljudmila Nelidina                                    | Akiko Suzuki                                         |
| 2002–03   | L'Aia, Paesi Bassi                                   | Yukina Ota                                           | Carolina Kostner                                     | Miki Andō                                            |
| 2003–04   | Malmö, Svezia                                        | Miki Andō                                            | Lina Johansson                                       | Viktória Pavuk                                       |
| 2004–05   | Helsinki, Finlandia                                  | Mao Asada                                            | Yuna Kim                                             | Kimmie Meissner                                      |
| 2005–06   | Ostrava, Repubblica Ceca                             | Yuna Kim                                             | Aki Sawada                                           | Xu Binshu                                            |
| 2006–07   | Sofia, Bulgaria                                      | Caroline Zhang                                       | Ashley Wagner                                        | Megan Oster                                          |
| 2007–08   | Danzica, Polonia                                     | Mirai Nagasu                                         | Rachael Flatt                                        | Yuki Nishino                                         |
| 2008–09   | Goyang, Corea del Sud                                | Becky Bereswill                                      | Yukiko Fujisawa                                      | Alexe Gilles                                         |
| 2009–10   | Tokyo, Giappone                                      | Kanako Murakami                                      | Polina Šelepen                                       | Christina Gao                                        |
| 2010–11   | Pechino, Cina                                        | Adelina Sotnikova                                    | Elizaveta Tuktamyševa                                | Li Zijun                                             |
| 2011–12   | Québec, Canada                                       | Julija Lipnickaja                                    | Polina Šelepen                                       | Polina Korobejnikova                                 |
| 2012–13   | Soči, Russia                                         | Elena Radionova                                      | Hannah Miller                                        | Anna Pogorilaja                                      |
| 2013–14   | Fukuoka, Giappone                                    | Marija Sotskova                                      | Serafima Sachanovič                                  | Evgenija Medvedeva                                   |
| 2014-15   | Barcellona, Spagna                                   | Evgenija Medvedeva                                   | Serafima Sachanovič                                  | Wakaba Higuchi                                       |
| 2015-16   | Barcellona, Spagna                                   | Polina Curskaja                                      | Marija Sotskova                                      | Marin Honda                                          |
| 2016-17   | Marsiglia, Francia                                   | Alina Zagitova                                       | Anastasija Gubanova                                  | Kaori Sakamoto                                       |
| 2017-18   | Nagoya, Giappone                                     | Aleksandra Trusova                                   | Alëna Kostornaja                                     | Anastasija Tarakanova                                |
| 2018-19   | Vancouver, Canada                                    | Alëna Kostornaja                                     | Aleksandra Trusova                                   | Alëna Kanyševa                                       |
| 2019-20   | Torino, Italia                                       | Kamila Valieva                                       | Alysa Liu                                            | Dar'ja Usačëva                                       |
| 2020-21   | Evento cancellato a causa della pandemia di COVID-19 | Evento cancellato a causa della pandemia di COVID-19 | Evento cancellato a causa della pandemia di COVID-19 | Evento cancellato a causa della pandemia di COVID-19 |
| 2021-22   | Evento cancellato a causa della pandemia di COVID-19 | Evento cancellato a causa della pandemia di COVID-19 | Evento cancellato a causa della pandemia di COVID-19 | Evento cancellato a causa della pandemia di COVID-19 |
| 2022-23   | Torino, Italia                                       | Mao Shimada                                          | Shin Ji-a                                            | Kim Chae-yeon                                        |
| 2023-24   | Pechino, Cina                                        | Mao Shimada                                          | Shin Ji-a                                            | Rena Uezono                                          |
| 2024-25   | Grenoble, Francia                                    | Mao Shimada                                          | Kaoruko Wada                                         | Ami Nakai                                            |

### Coppie
| Anno      | Luogo                                                | Oro                                                  | Argento                                              | Bronzo                                               |
| 1997–98   | Losanna, Svizzera                                    | Julija Obertas / Dmytro Palamarchuk                  | Victoria Maxiuta / Vladislav Zhovnirski              | Natalie Vlandis / Jered Guzman                       |
| 1998–99   | Detroit, USA                                         | Julija Obertas / Dmytro Palamarčuk                   | Laura Handy / Paul Binnebose                         | Viktorija Maksjuta / Vladislav Žovnirskij            |
| 1999–2000 | Danzica, Polonia                                     | Olena Savčenko / Stanislav Morozov                   | Julija Šapiro / Aleksej Sokolov                      | Viktoria Shliakhova / Grigori Petrovski              |
| 2000–01   | Ayr, Regno Unito                                     | Zhang Dan / Zhang Hao                                | Kristen Roth / Michael McPherson                     | Juko Kavaguti / Alexander Markuntsov                 |
| 2001–02   | Bled, Slovenia                                       | Zhang Dan / Zhang Hao                                | Julija Karbovskaja / Sergej Slavnov                  | Ding Yang / Ren Zhongfei                             |
| 2002–03   | L'Aia, Paesi Bassi                                   | Ding Yang / Ren Zhongfei                             | Jessica Dubé / Samuel Tetrault                       | Jennifer Don / Jonathon Hunt                         |
| 2003–04   | Malmö, Svezia                                        | Jessica Dubé / Bryce Davison                         | Natal'ja Šestakova / Pavel Lebedev                   | Marija Muchortova / Maksim Tran'kov                  |
| 2004–05   | Helsinki, Finlandia                                  | Marija Muchortova / Maksim Tran'kov                  | Brittany Vise / Nicholas Kole                        | Mariel Miller / Rockne Brubaker                      |
| 2005–06   | Ostrava, Repubblica Ceca                             | Valerija Simakova / Anton Tokarev                    | Julia Vlassov / Drew Meekins                         | Mariel Miller / Rockne Brubaker                      |
| 2006–07   | Sofia, Bulgaria                                      | Keauna McLaughlin / Rockne Brubaker                  | Ksenija Krasil'nikova / Konstantin Bezmaternich      | Jessica Rose Paetsch / Jon Nuss                      |
| 2007–08   | Danzica, Polonia                                     | Ksenija Krasil'nikova / Konstantin Bezmaternich      | Ekaterina Šeremet'eva / Michail Kuznecov             | Jessica Rose Paetsch / Jon Nuss                      |
| 2008–09   | Goyang, Corea del Sud                                | Lubov Iliushechkina / Nodari Maisuradze              | Zhang Yue / Wang Lei                                 | Ksenija Krasil'nikova / Konstantin Bezmaternich      |
| 2009–10   | Tokyo, Giappone                                      | Sui Wenjing / Han Cong                               | Narumi Takahashi / Mervin Tran                       | Zhang Yue / Wang Lei                                 |
| 2010–11   | Pechino, Cina                                        | Narumi Takahashi / Mervin Tran                       | Ksenija Stolbova / Fëdor Klimov                      | Yu Xiaoyu / Jin Yang                                 |
| 2011–12   | Québec, Canada                                       | Sui Wenjing / Han Cong                               | Katherine Bobak / Ian Beharry                        | Britney Simpson / Matthew Blackmer>                  |
| 2012–13   | Soči, Russia                                         | Lina Fëdorova / Maksim Miroškin                      | Vasilisa Davankova / Andrej Deputat                  | Marija Vigalova / Egor Zakroev                       |
| 2013–14   | Fukuoka, Giappone                                    | Yu Xiaoyu / Jin Yang                                 | Marija Vigalova / Egor Zakroev                       | Lina Fëdorova / Maksim Miroškin                      |
| 2014-15   | Barcellona, Spagna                                   | Julianne Séguin / Charlie Bilodeau                   | Lina Fëdorova / Maksim Miroškin                      | Marija Vigalova / Egor Zakroev                       |
| 2015-16   | Barcellona, Spagna                                   | Ekaterina Borisova / Dmitrij Sopot                   | Anna Dušková / Martin Bidař                          | Amina Atakhanova / Ilia Spiridonov                   |
| 2016-17   | Marsiglia, Francia                                   | Anastasija Mišina / Vladislav Mirzoev                | Anna Dušková / Martin Bidař                          | Aleksandra Bojkova / Dmitrij Kozlovskij              |
| 2017-18   | Nagoya, Giappone                                     | Ekaterina Alexandrovskaya / Harley Windsor           | Apollinarija Panfilova / Dmitrij Rylov               | Dar'ja Pavljučenko / Denis Chodykin                  |
| 2018-19   | Vancouver, Canada                                    | Anastasija Mišina / Aleksandr Galljamov              | Polina Kostjukovič / Dmitrij Jalin                   | Apollinarija Panfilova / Dmitrij Rylov               |
| 2019-20   | Torino, Italia                                       | Apollinarija Panfilova / Dmitrij Rylov               | Diana Mukhametzianova / Ilya Mironov                 | Kseniia Akhanteva / Valerii Kolesov                  |
| 2020-21   | Evento cancellato a causa della pandemia di COVID-19 | Evento cancellato a causa della pandemia di COVID-19 | Evento cancellato a causa della pandemia di COVID-19 | Evento cancellato a causa della pandemia di COVID-19 |
| 2021-22   | Evento cancellato a causa della pandemia di COVID-19 | Evento cancellato a causa della pandemia di COVID-19 | Evento cancellato a causa della pandemia di COVID-19 | Evento cancellato a causa della pandemia di COVID-19 |
| 2022-23   | Torino, Italia                                       | Anastasia Golubeva / Hektor Giotopoulos Moore        | Sophia Baram / Daniem Tioumentsev                    | Cayla Smith / Andy Deng                              |
| 2023-24   | Pechino, Cina                                        | Anastasiia Metelkina / Luka Berulava                 | Ava Rae Kemp / Yohanatan Elizarov                    | Jazmine Desrochers / Kieran Thrasher                 |
| 2024-25   | Grenoble, Francia                                    | Jiaxuan Zhang / Yihang Hunag                         | Olivia Flores / Luke Wang                            | Jazmine Desrochers / Kieran Thrasher                 |

### Danza su ghiaccio
| Anno      | Luogo                                                | Oro                                                  | Argento                                              | Bronzo                                               |
| 1997–98   | Losanna, Svizzera                                    | Federica Faiella / Luciano Milo                      | Oksana Potdykova / Denis Petuchov                    | Flavia Ottaviani / Massimo Scali                     |
| 1998–99   | Detroit, USA                                         | Jamie Silverstein / Justin Pekarek                   | Federica Faiella / Luciano Milo                      | Natal'ja Romanjuta / Daniil Barancev                 |
| 1999–2000 | Danzica, Polonia                                     | Natal'ja Romanjuta / Daniil Barancev                 | Emilie Nussear / Brandon Forsyth                     | Kristina Kobaladze / Oleh Vojko                      |
| 2000–01   | Ayr, Regno Unito                                     | Tanith Belbin / Benjamin Agosto                      | Elena Chaljavina / Maksim Šabalin                    | Miriam Steinel / Vladimir Tsvetkov                   |
| 2001–02   | Bled, Slovenia                                       | Elena Chaljavina / Maksim Šabalin                    | Elena Romanovskaja / Aleksandr Gračëv                | Miriam Steinel / Vladimir Tsvetkov                   |
| 2002–03   | L'Aia, Paesi Bassi                                   | Oksana Domnina / Maksim Šabalin                      | Nóra Hoffmann / Attila Elek                          | Elena Romanovskaja / Aleksandr Gračëv                |
| 2003–04   | Malmö, Svezia                                        | Nóra Hoffmann / Attila Elek                          | Elena Romanovskaja / Aleksandr Gračëv                | Morgan Matthews / Maxim Zavozin                      |
| 2004–05   | Helsinki, Finlandia                                  | Morgan Matthews / Maxim Zavozin                      | Tessa Virtue / Scott Moir                            | Anna Cappellini / Matteo Zanni                       |
| 2005–06   | Ostrava, Repubblica Ceca                             | Tessa Virtue / Scott Moir                            | Meryl Davis / Charlie White                          | Anna Cappellini / Luca Lanotte                       |
| 2006–07   | Sofia, Bulgaria                                      | Madison Hubbell / Keiffer Hubbell                    | Emily Samuelson / Evan Bates                         | Ekaterina Bobrova / Dmitrij Solov'ëv                 |
| 2007–08   | Danzica, Polonia                                     | Marija Mon'ko / Il'ja Tkačenko                       | Emily Samuelson / Evan Bates                         | Kristina Gorškova / Vitalij Butikov                  |
| 2008–09   | Goyang, Corea del Sud                                | Madison Chock / Greg Zuerlein                        | Madison Hubbell / Keiffer Hubbell                    | Ekaterina Rjazanova / Jonathan Guerreiro             |
| 2009–10   | Tokyo, Giappone                                      | Ksenija Mon'ko / Kirill Chaljavin                    | Elena Il'inych / Nikita Kacalapov                    | Maia Shibutani / Alex Shibutani                      |
| 2010–11   | Pechino, Cina                                        | Ksenija Mon'ko / Kirill Khaliavin                    | Viktorija Sinicina / Ruslan Žiganšin                 | Aleksandra Stepanova / Ivan Bukin                    |
| 2011–12   | Québec, Canada                                       | Viktorija Sinicina / Ruslan Žiganšin                 | Anna Janovskaja / Sergej Mozgov                      | Aleksandra Stepanova / Ivan Bukin                    |
| 2012–13   | Soči, Russia                                         | Aleksandra Stepanova / Ivan Bukin                    | Gabriella Papadakis / Guillaume Cizeron              | Alexandra Aldridge / Daniel Eaton                    |
| 2013–14   | Fukuoka, Giappone                                    | Anna Janovskaja / Sergej Mozgov                      | Kaitlin Hawayek / Jean-Luc Baker                     | Lorraine McNamara / Quinn Carpenter                  |
| 2014-15   | Barcellona, Spagna                                   | Anna Janovskaja / Sergej Mozgov                      | Alla Loboda / Pavel Drozd                            | Betina Popova / Jurij Vlasenko                       |
| 2015-16   | Barcellona, Spagna                                   | Lorraine McNamara / Quinn Carpenter                  | Alla Loboda / Pavel Drozd                            | Rachel Parsons / Michael Parsons                     |
| 2016-17   | Marsiglia, Francia                                   | Rachel Parsons / Michael Parsons                     | Alla Loboda / Pavel Drozd                            | Lorraine McNamara / Quinn Carpenter                  |
| 2017-18   | Nagoya, Giappone                                     | Anastasija Skopcova / Kirill Alëšin                  | Christina Carreira / Anthony Ponomarenko             | Sof'ja Poliščuk / Aleksandr Vanchnov                 |
| 2017-18   | Nagoya, Giappone                                     | Anastasija Skopcova / Kirill Alëšin                  | Christina Carreira / Anthony Ponomarenko             | Sof'ja Poliščuk / Aleksandr Vanchnov                 |
| 2018-19   | Vancouver, Canada                                    | Sof'ja Ševčenko / Igor' Erëmenko                     | Arina Ušakova / Maksim Nekrasov                      | Elizaveta Chudajberdieva / Nikita Nazarov            |
| 2019-20   | Torino, Italia                                       | Maria Kazakova / Georgi Reviya                       | Avonley Nguyen / Vadym Kolesnik                      | Elizaveta Shanaeva / Devid Nazyzhnyy                 |
| 2020-21   | Evento cancellato a causa della pandemia di COVID-19 | Evento cancellato a causa della pandemia di COVID-19 | Evento cancellato a causa della pandemia di COVID-19 | Evento cancellato a causa della pandemia di COVID-19 |
| 2021-22   | Evento cancellato a causa della pandemia di COVID-19 | Evento cancellato a causa della pandemia di COVID-19 | Evento cancellato a causa della pandemia di COVID-19 | Evento cancellato a causa della pandemia di COVID-19 |
| 2022-23   | Torino, Italia                                       | Nadiia Bashynska / Hektow Giotopoulos Moore          | Hannah Lim / Ye Quan                                 | Kateřina Mrázková / Daniel Mrázek                    |
| 2023-24   | Pechino, Cina                                        | Leah Neset / Artem Markelov                          | Elizabeth Tkachenko / Alexei kiliakov                | Darya Grimm / Michail Savitskiy                      |
| 2024-25   | Grenoble, Francia                                    | Noemi Maria Tali / Noah Lafornara                    | Katarina Wolfkostin / Dimitri Tsarevski              | Darya Grimm / Michail Savitskiy                      |